# Amparo Grisales
Amparo Grisales (Manizales, 19 september 1956) is een Colombiaans actrice en model. Ze speelde in verschillende Latijns-Amerikaanse telenovelas. Ze had een hoofdrol in de originele versie van La sombra del deseo en En cuerpo ajeno. Ze was in 2009 te zien in de eerste aflevering van de Colombiaanse telenovela Las muñecas de la mafia. Amparo Grisales weleens de diva van de Colombiaanse showbizz genoemd, vanwege haar leeftijd, ervaring en flamboyante karakter.
- Bibliothèque nationale de France: cb17136110z (data)
- Gemeinsame Normdatei: 13343222X
- International Standard Name Identifier: 0000 0001 1933 1748
- Library of Congress Control Number: no2004114246
- Nederlandse Thesaurus van Auteursnamen: 377281441
- Virtual International Authority File: 28260473
- WorldCat: E39PBJp6cybtrr4VxBkDWYMwYP